# مقاطعة دوغلاس (نيفادا)
مقاطعة دوغلاس (بالإنجليزية: Douglas County)‏ هي إحدى مقاطعات ولاية نيفادا في الولايات المتحدة الأمريكية.